# Hautfarnähnliches Neusternmoos
Das Hautfarnähnliche Neusternmoos (Cyrtomnium hymenophylloides), oft auch Hautfarnähnliches Blausternmoos genannt, ist eine Laubmoos-Art aus der Familie Mniaceae.

## Merkmale
Die Art wächst in niedrigen bis zu 3 cm hohen, etwas lockeren Rasen mit bläulich-grünen Pflänzchen. Die meist dunkel gefärbten Stämmchen sind zweizeilig beblättert und tragen rundliche bis elliptische, einschichtig gesäumte Blättchen. Sporophyten sind aus Deutschland nicht bekannt.

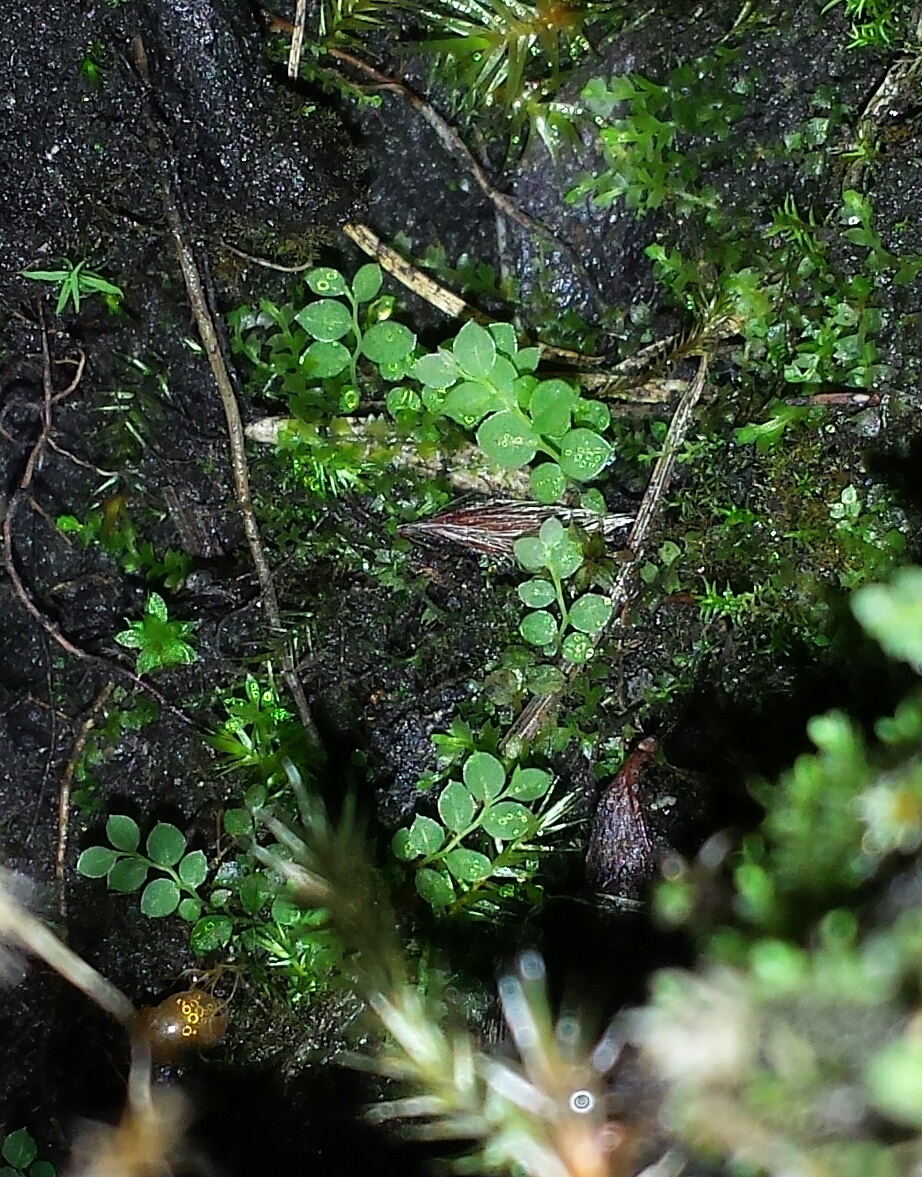
Cyrtomnium-Rasen im Biotop

## Standortansprüche
Das Moos besiedelt feuchte Erde über Kalk- und Schiefergesteinen. Die Wuchsorte liegen in regengeschützter, aber luftfeuchter Lage in Höhlungen, Felsspalten, Blockschutthalden und unter Überhängen.

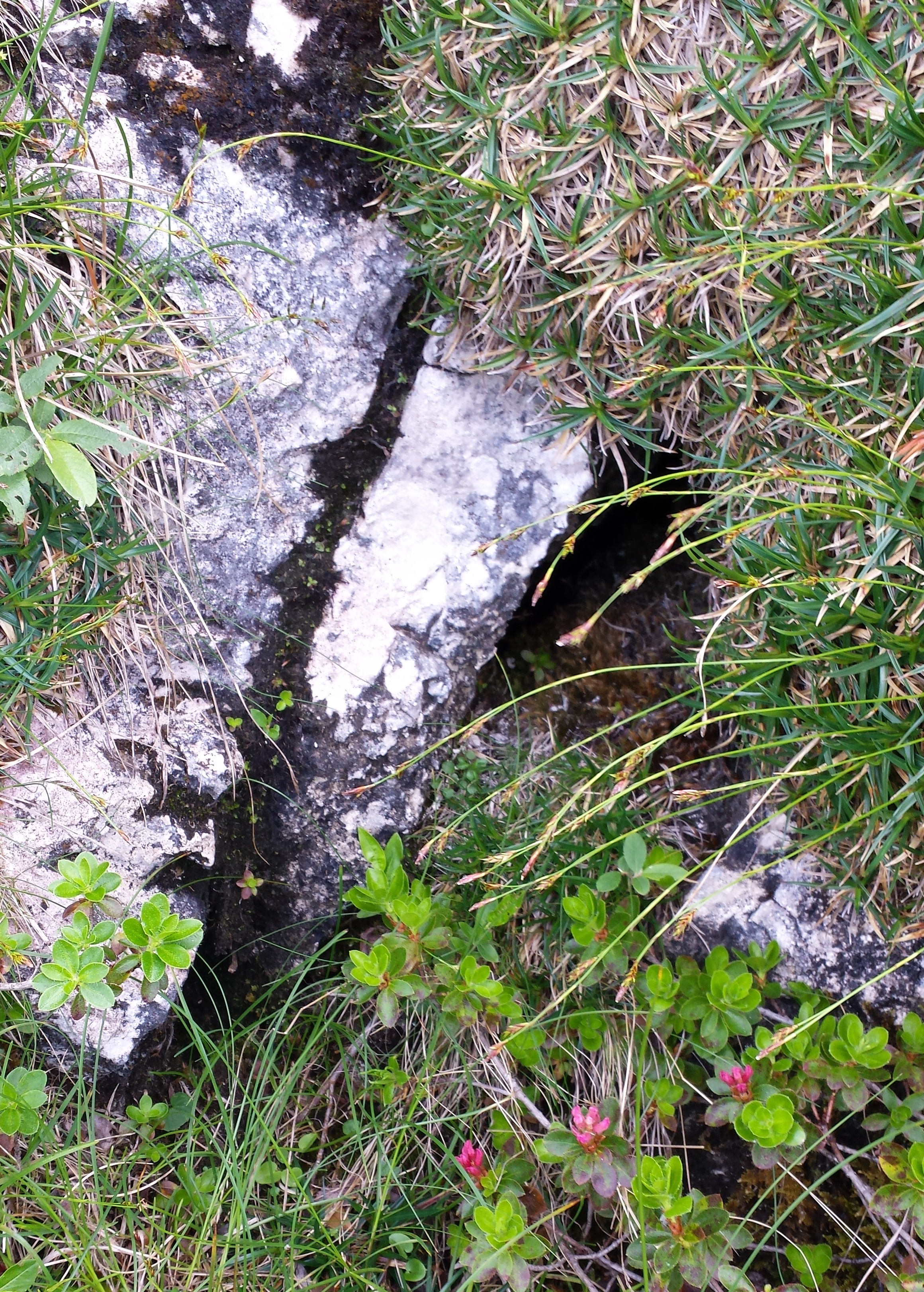
Biotop von Cyrtomnium hymenophylloides

## Verbreitung und Gefährdung
Es handelt sich um ein arktisch-alpines Kalkmoos mit Hauptverbreitung in den nördlichen Breiten Nordamerikas, Europas und Asiens. In Deutschland kommt es ausschließlich in den Hochlagen der Alpen vor. Häufungszentren sind dabei die Allgäuer Alpen, das Wettersteingebirge und die Berchtesgadener Alpen. Die Vorkommen in den Alpen sind meist klein, pflanzengeographisch isoliert und gelten als Kaltzeitrelikt. Eine Gefährdung der Art an ihren alpinen Wuchsorten ist nicht erkennbar, jedoch können einige Vorkommen durch intensiven Bergtourismus beeinträchtigt werden.